# Konstancija Kastiljska
Konstancija Kastiljska (1354. – 24. ožujka 1394.) bila je kastiljska infanta koja je polagala pravo na prijestolje svog oca nakon njegove nasilne smrti.
Bila je kći kralja Petra i Maríe de Padille, plemkinje židovskog porijekla. Nakon što je njenog oca zbacio njegov vanbračni polubrat i preuzeo prijestolje kao Henrik II. Kastiljski, Konstanca se postavila kao glavni pretendent tronu kojeg je okupirao nezakoniti kralj.
Pošto je njen položaj neudate nasljednice bio slab, 21. rujna 1371. godine udala se za Ivana od Ghenta, 1. vojvodu od Lancastera, trećeg sina kralja Edvarda III. Engleskog, i tako postala njegova druga supruga. Od njihovog vjenčanja Ivan je polagao de jure uxoris prava na kastiljski tron i podupirao Konstanciju. Ovo je bio Ivanov način da se domogne kraljevstva, a istovremeno je tražio i škotsku krunu. Nije imao mnogo šansi naslijediti englesku krunu, pošto su ispred njega bili njegov brat, bratići i sestrične. Ivan je pokušao izvesti invaziju na Kastilju, ali bezuspješno.
Konstancija je imala samo jednu kći, Katarinu Lankastersku, koja je nakon njene smrti naslijedila njena prava na kastiljski tron. Katarina se udala za Henrika III. Kastiljskog, sina Henrika II., te su njihova nasljedna prava tako bila ujedinjena.